# Benoît Mollard
Pour les articles homonymes, voir Mollard.
Benoît Mollard (italianisé en Benedetto Mollard), né le 23 janvier 1800 à Yenne et mort le 25 juillet 1864 à Paris, est un avocat et un homme politique savoyard du royaume de Sardaigne.

## Biographie
Benoît Mollard naît le 23 janvier 1800 (3 pluviôse de l'an VIII) à Yenne, dans le département français du Mont-Blanc. Le duché de Savoie a été annexé par la France en 1792.
Il est élu, le 21 janvier 1849, pour représenter le collège de La Motte, à l'occasion de la IIe législature du royaume de Sardaigne. Il remporte l'élection contre le député sortant François Gillet. Son successeur sera le général Humbert Jaillet de Saint-Cergues.
En 1851, il est nommé conseiller à la Cour d'appel de Chambéry,. Le Patriote Savoisien, dans son numéro du 3 mai 1851, relate : « Nous connaissons peu M. Mollard, mais les efforts inouïs que la réaction savoisienne a faits à Turin pour empêcher sa nomination nous en donnent la meilleure idée. »
En 1857, il se représente comme député pour le collège de La Motte, à l'occasion de la VIe législature, la dernière avant la période de l'Annexion.
Benoît Mollard meurt le 25 juillet 1864 dans le 1er arrondissement de Paris,.